# Jan Josef de Camellis
Jan Josef de Camellis O.S.B.M. (také Josif Decamellis či Decamillis, maďarsky János József de Camelis, ukrajinsky Йоан-Йосип де Камеліс; 7. prosince 1641, Chios – 22. srpna 1706, Ruská Nová Ves) byl mukačevský řeckokatolický biskup, autor prvních rusínských učebnic.

## Život
Původem byl Řek. Narodil se na ostrově Chios. Studoval na řecké koleji v Římě; na kněze byl vysvěcen v roce 1666. Nějakou dobu dělal misionáře v Albánii. Poté pracoval ve vatikánské knihovně a působil jako generální prokurátor řádu basiliánů. Dne 5. listopadu 1689 jej papež Alexander VIII. jmenoval apoštolským vikářem v Mukačevu a titulárním biskupem v Sebastii v Kilikii v Malé Asii. V roce 1690 byl ve funkci mukačevského řeckokatolického biskupa potvrzen císařem Leopoldem I.
Josef de Camillis byl sice řeckého původu, ale podporoval církevní slovanský jazyk. Jako první vydal knihy v rusínském (církevně slovanském) jazyce (Катехизм, Азбука). Zmíněný církevněslovanský jazyk s různou mírou vlivu živých prvků byl použit v prvních slabikářích, počínaje slabikářem připisovaným Josefu De Camelis Букваръ языка славенска (1699).
V roce 1670 došlo k roztržce mezi ním a majitelem mukačevského panství Františkem II. Rákóczim, který jej z Mukačeva vyhnal; biskupská rezidence byla proto přemístěna do kláštera františkánů v Prešově.
Údaje o místě úmrtí se liší. Ivan Pop udává jako místo úmrtí Ruskou Novou Ves.